# Pascal Robert
Pascal Robert (nascido em 22 de outubro de 1963) é um ex-ciclista francês que competiu na perseguição individual e perseguição por equipes nos Jogos Olímpicos de Verão de 1984, terminando respectivamente na sétima e sexta posição.